# Šušanj (Zenica, BiH)
Šušanj (Sušanj) je bivše naseljeno mjesto u gradu Zenici, Federacija Bosne i Hercegovine, BiH.
Pripada travničkoj župi Brajkovićima. Smješteno je na staroj cesti između Zenice i Travnika, uz prijevoj Ovnak. Na popisima 1971. i 1981. godine je bilo samostalno naseljeno mjesto nakon čega je pripojeno naseljenom mjestu Pojske.

## Povijest
Naselje je stradalo u bošnjačko-hrvatskim sukobima u ratu u BiH. Prije velike eskalacije sukoba u ovom dijelu Srednje Bosne, Šušanj je stradao od ratnog zločina Armije BiH. Dana 5. travnja 1993. bošnjačke snage pobile su više šušanjskih civila. Sukobi između Armije BiH i HVO-a na području Zenice eskalirali su 17. i 18. travnja 1993. Postrojbe Armije napale su cjelokupni prostor općine Zenica koji nastanjuju Hrvati: Podbriježe, Stranjane, Janjac, Brod, Konjeviće, Šušanj, Crkvice, Perin Han, Raspotočje, Gornju Zenicu, Drivuše, Grm i Zalje. Brojčano u nepovoljnom odnosu za obranu od 1:8, hrvatsko pučanstvo pošlo je u zbjeg. Kroz mjesto je prolazila bojišnica (crta razdvajanja ) HVO i tzv. ARBiH. Poslije rata u mjestu se ostvario povratak Hrvata. Mjesto je dalo jedan od najpoznatijih poduzetnika iz središnje Bosne Jozu Kafadara, suvlasnika tvrtke Ovnak (trgovina, zastupanje inozemnih robnih marki, farma krava i ovaca, benzinska crpka) i kozmetičkog lanca CM. U Ovnaku su se zaposlili mnogi Hrvati i Bošnjaci. Na užas travničkog i zeničkog kraja, nepoznati atentator izrešetao je Kafadara u mjestu Šušanj-Radonica dok je jahao konja. Kafadar se s obitelji nakon rata iz Viteza, kamo su izbjegli, vratili u Šušanj i mnogo doprinijeli povratku. Na farmi Ovnaku koju su osnovali zaposlili su veći broj Hrvata i Bošnjaka te time poticali povratak. Na glasu je bio kao dobročinitelj i spreman pomoći svima bez obzira na nacionalnost.